# 유두 피어싱

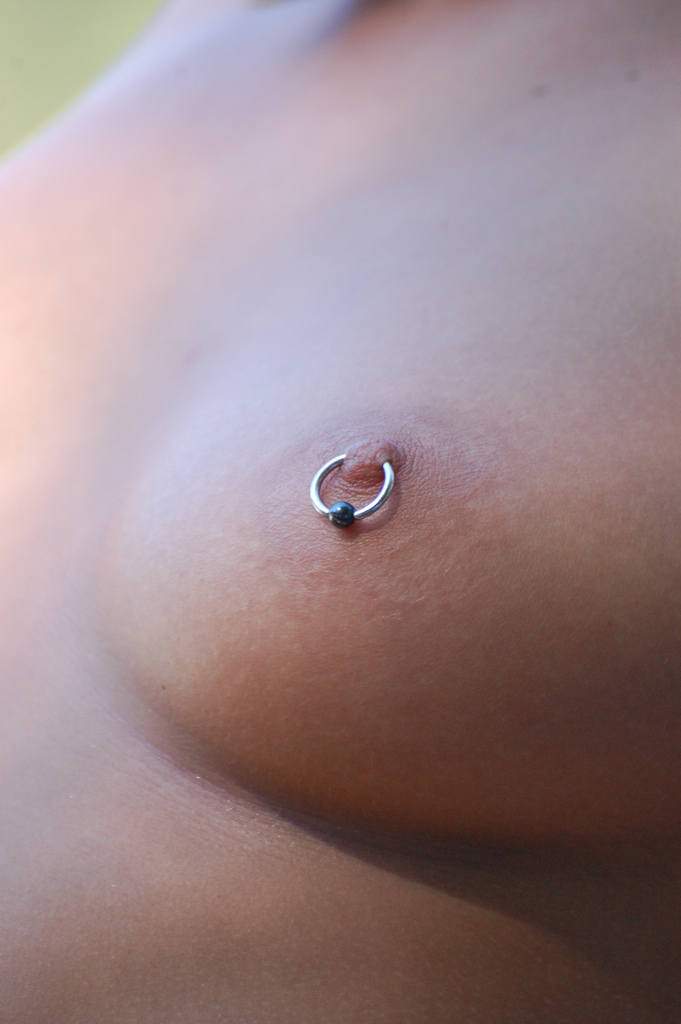

유두 피어싱은 유두에 피어싱을 하는 것이다. 유두에 장식을 관통시키는 행위는 오래전부터 행해지고 있어, 미국의 인디언 부족 카란카와족 남자 등은 유두에 피어싱을 하고 있었다. 최근에는 패션으로 피어싱을 하는 사람이 많아지고 있다. 하지만 그에 이따른 위험도 늘어나고 있다.

## 역사
보석을 장식하기 위해 행해진 유두 피어싱은 역사적으로 다양한 사람들에 의해 수행되었다. 남성 유두 피어싱은 카란카와 아메리카 원주민들이 행하였고 여성 유두 피어싱은 알제리의 커바일족에 의해 수행되었다.
서부 세계에서는 잠재적으로는 14세기로 거슬러 올라간다. 인류학자 한스 페터 뒤르는 바이에른의 이자보(1385~1417년)의 패션에 과한 기술로서 여성 유두 피어싱의 최초의 예를 추적하고 있으나, 그 출처는 확인이 어려운 상황이다.
유두 피어싱은 1890년 즈음 빅토리아 시기 사회 여성들 간 패션 트렌드가 되었다.

## 같이 보기
- 성기 피어싱